# Francisco Osorto
Francisco Salvador Osorto Guardado (Santa Rosa de Lima; 20 de marzo de 1957-San Salvador; 26 de febrero de 2023) fue un futbolista salvadoreño.
Estaba casado con Evelyn Rubio y la pareja tuvo cuatro hijos; su hijo Heraldo Osorto también fue futbolista profesional en Atlético Marte y San Salvador FC. Tenía problemas hepáticos de larga data y requería un trasplante de hígado, enfermedad que provocó su muerte a los sesenta y cinco años.

## Trayectoria
Jugó en el club salvadoreño CD Municipal Limeño de su ciudad natal, sin embargo, no logró un éxito significativo con él. Ganó el título de liga en 1979-80 con el CD Santiagueño.

## Selección nacional
Jugó para la selección salvadoreña en la década de 1980. En 1981, participó en 5 encuentros de la exitosa clasificación para la Copa del Mundo de 1982.
Estuvo en la convocatoria de dicho Mundial. Durante la Copa del Mundo celebrada en España, disputó dos partidos: contra Bélgica y Argentina, contra Hungría estuvo en el banco de suplentes.

### Participaciones en Copas del Mundo
| Mundial                        | Sede   | Resultado    |
| ------------------------------ | ------ | ------------ |
| Copa Mundial de Fútbol de 1982 | España | Primera fase |

## Clubes
| Club             | País        | Año       |
| ---------------- | ----------- | --------- |
| Municipal Limeño | El Salvador | 1974-1976 |
| Luis Ángel Firpo | El Salvador | 1976-1977 |
| Santiagueño      | El Salvador | 1977-1982 |
| Municipal Limeño | El Salvador | 1982-1987 |
| Metapán          | El Salvador | 1987-1992 |

## Palmarés

### Títulos nacionales
| Título           | Equipo      | País        | Año     |
| ---------------- | ----------- | ----------- | ------- |
| Primera División | Santiagueño | El Salvador | 1979-80 |